# Grace Cunard
Grace Cunard (8 de abril de 1893 – 19 de enero de 1967) fue una actriz, guionista y directora cinematográfica de nacionalidad estadounidense, activa en la época del cine mudo.

## Carrera

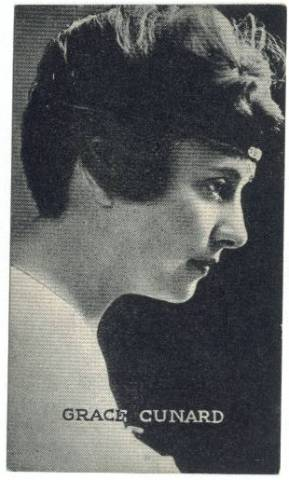
Grace Cunard en "The Broken Coin"

Su verdadero nombre era Harriet Mildred Jeffries, y nació en Columbus, Ohio, siendo su hermana la también actriz Mina Cunard.  A final de su adolescencia ella ya actuaba como actriz teatral y cinematográfica en el cine mudo, utilizando el nombre artístico de Grace Cunard. Aunque no está claramente documentado, Cunard habría debutado en el cine en 1910 con un papel sin acreditar en una producción de D.W. Griffith para Biograph Studios.
En 1911 tuvo un significativo papel de reparto en el western de Thomas Harper Ince Custer's Last Fight. Tras rodar diferentes westerns, continuó trabajando para el actor y director Francis Ford en Universal Studios, rodando varios dramas y llegando a obtener una considerable fama como protagonista en diferentes seriales. Así, protagonizó el primer serial de Universal Pictures, Lucille Love, Girl of Mystery (1914), convirtiéndose con rapidez en la reina del serial de Universal. Al año siguiente Cunard hizo una producción de aventuras y misterio en veinte episodios titulada The Broken Coin, y en 1916 la muy exitosa The Adventures of Peg o' the Ring. Su colaboración con Ford finalizó en 1917, cuando él dejó la compañía Universal.
En una época en la que la joven industria cinematográfica solicitaba que los actores y otro personal asumieran diferentes funciones, Cunard no fue una excepción, encargándose de la confección de unos cien guiones. Además, desde 1914 a 1921 dirigió once filmes y produjo otros dos. Con la edad, su carrera se desplazó a la serie B, categoría en la que actuaba como protagonista, haciendo papeles de reparto o de corta duración en los demás filmes. Aun así, trabajó de manera regular hasta mediados los años 1940, principalmente para su primer estudio, Universal. Dos de sus papeles más destacados fueron los que llevó a cabo en el serial de 1942 Gang Busters y en el musical de 1945 protagonizado por Gloria Jean y Kirby Grant Easy to Look At. Cuando Universal cambió de propietarios en 1946 y se interrumpió su programa de seriales y largometrajes de bajo presupuesto, Cunard se retiró. Contaba entonces 53 años.

## Vida personal
Cunard se casó dos veces. Su primer marido fue el actor Joe Moore. Tras divorciarse en 1925, se casó con el doble de acción Jack Tyler Shannon, a quien permaneció unida el resto de su vida.
Grace Cunard falleció a causa de un cáncer en 1967 en Woodland Hills, California. Su marido falleció en diciembre del año siguiente, siendo ambos enterrados en el Cementerio Oakwood Memorial Park en Chatsworth, California.

## Selección de su filmografía

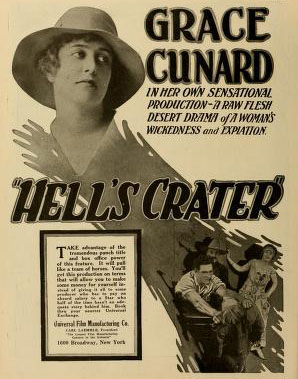
Hell's Crater (1918)

| - 1912: Sundered Ties, de Francis Ford - 1912: Custer's Last Fight, de Francis Ford - 1912: A Soldier's Honor, de Thomas H. Ince (guionista) - 1912: The Indian Massacre, de Thomas H. Ince - 1912: An Indian Legend, de Charles Giblyn - 1912: His Squaw, de Charles Giblyn - 1913: The Favorite Son, de Francis Ford (+ argumento) - 1913: The Sharpshooter, de Charles Giblyn - 1913: The Counterfeiter, de William J. Bauman - 1913: The Coward's Atonement, de Francis Ford (+ argumento) - 1913: The Telltale Hatband, de Francis Ford (+ argumento) - 1913: His Brother, de Francis Ford (+ guion) - 1913: The Barrier, de William J. Bauman - 1913: The Battle of Bull Run, de Francis Ford - 1913: The Pride of the South, de Burton L. King - 1913: A Frontier Wife, de Francis Ford - 1913: When Lincoln Paid, de Francis Ford - 1913: The Light in the Window, de Francis Ford (+ argumento) - 1913: Texas Kelly at Bay, de Francis Ford (+ guionista) - 1913: The Half Breed Parson, de Francis Ford (+ guionista) - 1913: Taps, de Francis Ford (+ guionista) - 1913: The Darling of the Regiment, de Francis Ford (+ guionista) - 1913: War, de Francis Ford (+ guionista) - 1913: The Toll of War, de Francis Ford (solo guion) - 1913: The Stars and Stripes Forever, de Francis Ford (+ guion) - 1913: The Battle of San Juan Hill, de Francis Ford (+ guion) - 1913: The Battle of Manilla, de Francis Ford (guion) - 1913: An Orphan of War, de Francis Ford - 1913: A Cow-Town Reformation, de Francis Ford - 1913: Captain Billie's Mate, de Francis Ford (+ guion) - 1913: The She Wolf, de Francis Ford (+ guion) - 1913: The Black Masks, de Francis Ford y Grace Cunard (+ guion) - 1913: From Dawn Till Dark, de Francis Ford (+ guion) - 1913: The Madonna of the Slums, de Francis Ford (+ guion) - 1913: Wynona's Vengeance, de Francis Ford - 1913: The White Vaquero, de Francis Ford (+ guion) - 1913: From Rail-Splitter to President, de Francis Ford (+ guion) - 1914: A Wartime Reformation, de Francis Ford - 1914: An Unsigned Agreement, de Francis Ford (+ guion) - 1914: The Mad Hermit, de Francis Ford (+ guion) - 1914: In the Fall of '64, de Francis Ford (+ argumento) - 1914: A Bride of Mystery, de Francis Ford (+ guion) - 1914: The Twin's Double, de Grace Cunard y Francis Ford (+ guion) - 1914: Won in the First, de Allen Curtis (+ argumento) - 1914: The Mysterious Leopard Lady, de Francis Ford (+ guion) - 1914: Washington at Valley Forge, de Francis Ford (+ guion) - 1914: The Mystery of the White Car, de Francis Ford (+ argumento y guion) - 1914: Lucille Love: The Girl of Mystery, serial de Francis Ford (+ guion) - 1914: How Green Saved His Mother-in-Law, de Allen Curtis (+ argumento) - 1914: Roll your Peanut, de Allen Curtis (+ guion) - 1914: How Green Saved His Wife, de Allen Curtis (+ guion) - 1914: The Tangle, de Francis Ford (+ guion) - 1914: The Man of her Choice, de Francis Ford (+ guion) - 1914: The Return of Twin's Double, de Francis Ford (+ guion) - 1914: Be Neutral, de Francis Ford - 1914: The Mysterious Hand, de Francis Ford (+ guion) - 1914: The Phantom Violin, de Francis Ford (+ guion) - 1914: The Mysterious Rose, de Francis Ford (+ guion) - 1914: The District Attorney's Brother, de Francis Ford (+ guion) - 1914: The Ghost of Smiling Jim, de Francis Ford (+ guion) - 1914: The Call of the Waves, de Francis Ford (+ guion) - 1914: A Study in Scarlet, de Francis Ford (+ guion) - 1915: The Mystery of the Throne Room, de Francis Ford (+ guion) - 1915: Smuggler's Island, de Francis Ford (+ guion) - 1915: Old Peg Leg's Will, de Francis Ford (+ guion) - 1915: The Madcap Queen of Gredshoffen, de Francis Ford (+ guion) - 1915: The Girl of the Secret Service, de Francis Ford (+ guion) - 1915: The Heart of Lincoln, de Francis Ford (+ guion) - 1915: Three Bad Men and a Girl, de Francis Ford (+ guion) - 1915: The Curse of the Desert, de Francis Ford (+ guion) - 1915: The Hidden City, de Francis Ford (+ guion) - 1915: And They Called Him Hero, de Francis Ford (+ guion) - 1915: Nabbed (+ guion) - 1915: One Kind of Friend, de Francis Ford (+ guion) - 1915: The Broken Coin (serial, 22 episodios), de Francis Ford (+ guion) - 1915: The Campbells Are Coming, de Francis Ford (+ guion) | - 1916: The Strong Arm Squad, de Francis Ford (+ guion) - 1916: Her Better Self, de Grace Cunard (productora, directora, guionista y actriz) - 1916: The Phantom Island, de Francis Ford (+ guion) - 1916: His Majesty Dick Turpin, de Francis Ford (+ guion) - 1916: The Dumb Bandit, de Francis Ford (+ guion) - 1916: Born of the People, de Francis Ford y Grace Cunard (+ guion) - 1916: The Madcap Queen of Crona, de Francis Ford (+ guion) - 1916: Lady Raffles returns, de Francis Ford y Grace Cunard (+ guion) - 1916: Her Sister's Sin, de Francis Ford (+ guion) - 1916: Behind the Mask, de Francis Ford (+ guion) - 1916: The Sham Reality, de Francis Ford (+ guion) - 1916: The Unexpected, de Francis Ford (+ guion) - 1916: The Adventures of Peg o' the Ring, de Francis Ford y Jacques Jaccard (serial, 15 episodios) (+ guion) - 1916: Brennon o' the Moor, de Francis Ford (+ guion) - 1916: The Princely Bandit, de Francis Ford (+ guion) - 1916: The Elusive Enemy, de Grace Cunard (+ guion) - 1916: The Bandit's Wager, de Francis Ford (+ guion) - 1916: The Powder Trail, de Francis Ford (+ guion) - 1916: The Heroine of San Juan, de Francis Ford (+ guion) - 1916: The Purple Mask, de Francis Ford y Grace Cunard (+ guion y producción) - 1917: The Little Rebel's Sacrifice, de Francis Ford (+ guion) - 1917: The Rebel's Net, de Francis Ford (+ guion) - 1917: The Terrors of War, de Francis Ford y Grace Cunard (+ guion) - 1917: True to Their Colors, de Francis Ford y Grace Cunard (+ guion) - 1917: The Puzzle Woman, de Francis Ford (+ guion) - 1917: The Tornado, de John Ford (solo guion) - 1917: In Treason's Grasp, de Francis Ford - 1917: Society's Driftwood, de Louis Chaudet - 1918: Hell's Crater, de W. B. Pearson - 1918: After the War, de Joseph De Grasse - 1919: Elmo, the Mighty, de Henry MacRae y J.P. McGowan - 1920: The Gasoline Buckaroo, de Grace Cunard (directora y actriz) - 1920: The Woman of Mystery, de Francis Ford y Grace Cunard - 1920: The Man Hater, de Grace Cunard (actriz, directora, guionista) - 1920: A Daughter of the Law, de Grace Cunard (directora, actriz) - 1921: Her Western Adventure, de Grace Cunard (actriz, directora, guionista) - 1921: The Girl in the Taxi, de Lloyd Ingraham - 1924: The Elk's Tooth, de Clarence Bricker - 1924: Emblems of Love - 1924: The Last Man on Earth, de John G. Blystone - 1925: Outwitted, de J.P. McGowan - 1925: The Kiss Barrier, de Roy William Neill - 1926: The Winking Idol, de Francis Ford - 1926: Strings of Steel, de Henry MacRae - 1926: Dumb Romeo, de Frank S. Mattison - 1926: Fighting with Buffalo Bill, de Ray Taylor - 1926: Exclusive Rights, de Frank O'Connor - 1927: The Denver Dude, de B. Reeves Eason - 1927: The Return of the Riddle Rider, de Robert F. Hill - 1927: Blake of Scotland Yard, de Robert F. Hill - 1928: A Trick of Hearts, de B. Reeves Eason - 1928: Haunted Island, de Robert F. Hill - 1928: The Masked Angel, de Frank O'Connor - 1928: The Chinatown Mystery, de J.P. McGowan - 1928: The Price of Fear, de Leigh Jason - 1929: The Ace of Scotland Yard, de Ray Taylor - 1929: Untamed, de Jack Conway - 1930: Little Accident, de William James Craft - 1930: A Lady Surrenders, de John M. Stahl - 1931: Resurrection, de Edwin Carewe - 1931: Mala hermana, de Hobart Henley - 1931: Heroes of the Flames, de Robert F. Hill - 1931: Ex-Bad Boy, de Vin Moore - 1932: Heroes of the West (serial, 12 episodios), de Ray Taylor - 1932: The Fourth Horseman , de Hamilton MacFadden - 1933: Ladies They Talk About, de Howard Bretherton y William Keighley - 1934: One More River, de James Whale - 1934: The Man Who Reclaimed His Head, de Edward Ludwig - 1935: The Rustlers of Red Dog, de Lew Landers - 1935: The Call of the Savage, de Lew Landers - 1935: La novia de Frankenstein, de James Whale - 1935: Kidnapping, de Kurt Neumann - 1935: Chinatown Squad, de Murray Roth - 1936: Dangerous Waters, de Lambert Hillyer - 1936: Show Boat, de James Whale - 1936: Magnificent Brute, de John G. Blystone - 1936: We're in the Legion Now, de Crane Wilbur - 1936: Night Waitress, de Lew Landers - 1937: Wings Over Honolulu, de H. C. Potter - 1938: Crashing Hollywood, de Lew Landers - 1940: A Little Bit of Heaven, de Andrew Marton - 1942: Pittsburgh, de Lewis Seiler - 1943: La estrella del norte, de Lewis Milestone - 1946: Magnificent Doll, de Frank Borzage |